# نادي صفر
نادي صفر (بالإنجليزية: Club Zero)‏ هو فيلم درامي تشويقي، من إخراج وإنتاج جيسيكا هسنر، وسيناريو هاوزنر غيلارديني باجارد و بطولة ميا فاشيكوفسكا.
اختير الفيلم للمنافسة على جائزة السعفة الذهبية في مهرجان كان السينمائي 2023، حيث تم عرضه لأول مرة في 22 أيار/مايو 2023.

## القصة
تقوم أحدى المعلمات في إحدى مدارس النخبة بتكوين رابطة مع خمسة طلاب، الأمرالذي يأخذ منعطفًا صادمًا.

## الجوائز والترشيحات
| السنة | الجائزة                         | الفئة               | المستلم       | النتيجة | المرجع |
| ----- | ------------------------------- | ------------------- | ------------- | ------- | ------ |
| 2023  | مهرجان كان السينمائي            | السعفة الذهبية      | جيسيكا هسنر   | رُشِّح     | [ 7 ]  |
| 2023  | مهرجان ميونيخ السينمائي         | أفضل فيلم عالمي     | نادي صفر      | رُشِّح     | [ 8 ]  |
| 2023  | مهرجان باليتش للسينما الأوروبية | أفضل فيلم           | نادي صفر      | رُشِّح     | [ 9 ]  |
| 2023  | مهرجان باليتش للسينما الأوروبية | تنبه خاص            | ماركوس بندر   | فوز     | [ 9 ]  |
| 2023  | مهرجان ماناكي براذرز السينمائي  | الكامرا الذهبية 300 | مارتن غسجلاجت | رُشِّح     | [ 10 ] |
| 2023  | مهرجان سيتجيس السينمائي         | أفضل فيلم           | نادي صفر      | رُشِّح     | [ 11 ] |
| 2023  | مهرجان سيتجيس السينمائي         | أفضل موسيقى         | ماركوس بندر   | فوز     | [ 11 ] |
| 2023  | جوائز السينما الأوروبية         | أفضل ملحن           | ماركوس بندر   | فوز     | [ 12 ] |

## روابط خارجية
- نادي صفر على موقع IMDb (الإنجليزية)
- نادي صفر على موقع ميتاكريتيك (الإنجليزية)
- نادي صفر على موقع روتن توميتوز (الإنجليزية)
- نادي صفر على موقع ألو سيني (الفرنسية)
- نادي صفر على موقع فيلمافينيتي (الإسبانية)
- نادي صفر على موقع قاعدة بيانات الأفلام السويدية (السويدية)
- نادي صفر على موقع قاعدة بيانات الفيلم (الإنجليزية)
- نادي صفر على موقع ليتربوكسد (الإنجليزية)
- نادي صفر على موقع كينوبويسك (الروسية)